# Ubi caritas (hymn)

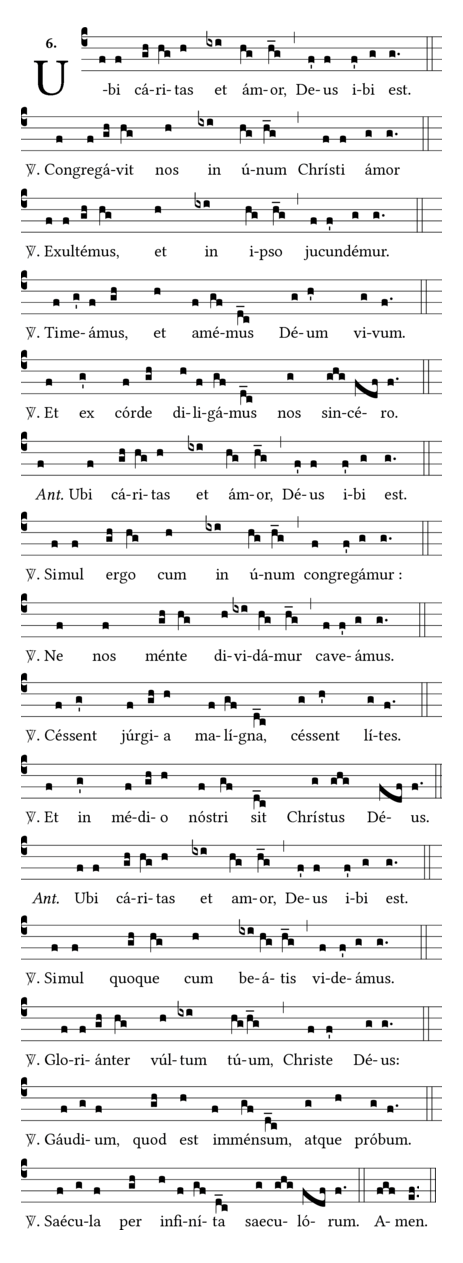
Ubi caritas et amor

Ubi caritas är en medeltida latinsk hymn som sjungs i samband med skärtorsdagens liturgi med fottvagningsceremonin. Hymnens första del på latin lyder "Ubi caritas et amor, Deus ibi est" (Där barmhärtighet och kärlek bor, där är också Gud). 
Texten har tonsatts av Jacques Berthier för kommuniteten i Taizé. Berthiers tonsättning har publicerats som nummer 70 i Sånger från Taizé 1992 med titeln ”Där barmhärtighet och kärlek bor” och den alternativa titeln ”Ubi caritas et amor”. 